# Eddie Oram
Edwin Carl Oram, detto Eddie (Miles City, 5 ottobre 1914 – Arcadia, 18 dicembre 2004), è stato un cestista statunitense, professionista nella NBL.

## Carriera
Giocò due stagioni nella NBL, disputando complessivamente 42 partite con 3,8 punti di media.